# Clare Hall, Cambridge
Clare Hall é uma faculdade constituinte da Universidade de Cambridge. Foi fundada em 1966 por Clare College, Clare Hall é uma faculdade de estudos avançados, que admite apenas alunos de pós-graduação, além de pesquisadores de pós-doutorado e bolsistas. Foi estabelecido para atuar como um Instituto de Estudos Avançados e evoluiu gradualmente até se transformar numa faculdade integral. É uma instituição de caridade registrada.
Clare Hall é uma das menores faculdades, com cerca de 250 alunos de pós-graduação, mas cerca de 125 bolsistas, o que a torna a universidade com a maior proporção de bolsistas para alunos na Universidade de Cambridge. Embora seja pequena, a faculdade também se sobressai pelo elevado número de membros agraciados com o Prêmio Nobel. Clare Hall mantém muitas tradições de Cambridge, incluindo salões formais e o sistema tutorial.

## Fundação
O Clare Hall foi fundado em 1966 pelo Clare College (que foi chamado de “Clare Hall” por mais de 500 anos, de 1338 a 1856) como um instituto de estudos avançados. Ela acolhe estudantes de pós-graduação e aqueles em seus programas de pós-graduação, pesquisadores estudando em nível de pós-doutorado, pesquisadores permanentes que ocupam cargos de ensino ou pesquisa na universidade e pesquisadores visitantes, ou seja, acadêmicos que vêm de universidades ao redor do mundo para realizar atividades de estudo e pesquisa sem compromissos de ensino.

## História
O Clare College começou a explorar a ideia de estabelecer um novo centro de estudos avançados em 1961. A ideia foi desenvolvida em 1962-63 para fornecer uma nova instituição para estudantes de pós-graduação no Clare, mas separada da faculdade e com algum grau de autonomia. Após muita discussão, a proposta de estabelecer um instituto de estudos avançados que manteria relações especiais com Clare foi aceita. Em 1963, Clare trocou suas terras em Grange Road por algumas em Hershel Road, em uma triangulação com a universidade e o St John's College. Em 1964, um comunicado de imprensa do Clare College anunciou a intenção de estabelecer o Clare Hall e, em novembro, os primeiros bolsistas visitantes foram nomeados. Em 1966, Clare Hall tinha 10 bolsistas oficiais, 5 bolsistas de pesquisa e 3 bolsistas visitantes. O Clare Hall permaneceu fisicamente parte do Clare College até 1969, adquirindo posteriormente seus próprios edifícios na Herschel Road, posteriormente ampliados com a ala West Court (1998-2000). Em setembro de 1969, Sir Eric Ashby inaugurou formalmente os prédios da faculdade, que se tornou independente em 1984, recebendo uma Carta Régia. Em 1994, Gillian Beer, Professora Rei Eduardo VII de Literatura Inglesa, tornou-se presidente do Clare Hall.

## Ex-afiliados notáveis
- Paul Berg, laureado com o Nobel de Química em 1980[5]
- Betty Behrens, Historiadora
- Joseph Brodsky, laureado com o Nobel de Literatura em 1987[5]
- José Wendell Capili, escritor filipino
- Michele Chiaruzzi, embaixador sammarinês
- Jeff Colyer, Governador do Kansas
- Kim Dae-jung, ex-presidente da Coreia do Sul, laureado com o Nobel da Paz em 2000[5]
- Ivar Giaever, laureado com o Nobel de Física em 1973[5]
- Tamala Krishna Goswami, teóloga hindu
- Seamus Heaney, laureado com o Nobel de Literatura em 1995[5]
- Tobias Hecht, antropólogo americano
- Howard Markel, historiador americano de medicina e médico
- William Nordhaus, laureado com o Nobel de Economia de 2018[6]
- Barbara Sahakian, Professora de Neuropsicologia Clínica
- Phyllis Starkey, ex-deputada do Partido Trabalhista
- Budiman Sudjatmiko, ativista e político indonésio
- David J. Thouless, laureado com o Nobel de Física de 2016[7]
- Michael Toch, professor de história medieval